# Discografia de Keke Palmer
Este anexo lista a discografia de Keke Palmer, atriz e cantora dos Estados Unidos.

## Álbuns

### Álbuns de estúdio
| Ano  | Álbum | Posições | Posições | Vendas e Certificações |
| Ano  | Álbum | USA R&B  | USA Heat | Vendas e Certificações |
| ---- | --- | -------- | -------- | ---------------------- |
| 2007 | So Uncool - Lançamento: 18 de Setembro de 2007 - Gravadora: Atlantic Records - Formatos: CD, download digital | 86       | 26       |                        |
| 2015 | TBA - Lançamento: 2016 - Gravadora: Island Records - Formatos: CD, download digital                           | —        | —        |                        |

### EPs
| Ano  | EP / Detalhes                                                                                                |
| ---- | --- |
| 2007 | Keke Palmer - Lançamento: 17 de julho de 2007 - Gravadora: Atlantic Records - Formatos: EP, download digital |

### Mixtapes
| Ano  | Mixtape / Detalhes                                                                                     |
| ---- | --- |
| 2012 | Keke Palmer - Lançamento: 01 de Outubro de 2012 - Gravadora: Independente - Formatos: download digital |

## Singles
| Ano  | Single                             | Posições | Posições | Posições | Álbum                    |
| Ano  | Single                             | USA      | USA Pop  | POR      | Álbum                    |
| ---- | ---------------------------------- | -------- | -------- | -------- | ------------------------ |
| 2006 | "Tonight" (feat. Cham)             | —        | —        | —        | Night at the Museum      |
| 2007 | "It's My Turn Now"                 | —        | 85       | —        | Jump In!                 |
| 2007 | "Footwurkin'"                      | —        | —        | —        | So Uncool                |
| 2007 | "Keep It Movin'" (feat. Big Meech) | —        | —        | 30       | So Uncool                |
| 2010 | "The One You Call"                 | —        | —        | —        | Awaken                   |
| 2011 | "The Greatest"                     | —        | —        | —        | apenas lançada no iTunes |
| 2011 | "Walls Come Down"                  | —        | —        | —        | apenas lançada no iTunes |

## Outras aparições
| Ano  | Canção                       | Álbum                  |
| ---- | ---------------------------- | ---------------------- |
| 2006 | "TwonDon"                    | Akeelah and the Bee    |
| 2006 | "All My Girl"                | Akeelah and the Bee    |
| 2006 | "Tonight"                    | Night at the Museum    |
| 2007 | "Jumpin"                     | Jump In!               |
| 2007 | "True to Your Heart"         | DisneyMania 5          |
| 2007 | "Home for the Holidays"      | Disney Channel Holiday |
| 2008 | "Reflection"                 | DisneyMania 6          |
| 2008 | "True Jackson VP Theme Song" | True Jackson, VP       |
| 2009 | "Me Myself I"                | Hello World            |
| 2010 | "How Will I Know"            | Kids Pop               |